# Dunmussling
Dunmussling (Crepidotus versutus) är en svampart som först beskrevs av Peck, och fick sitt nu gällande namn av Pier Andrea Saccardo 1887. Enligt Catalogue of Life ingår Dunmussling i släktet rödmusslingar,  och familjen Inocybaceae, men enligt Dyntaxa är tillhörigheten istället släktet rödmusslingar,  och familjen Crepidotaceae. Arten är reproducerande i Sverige. Inga underarter finns listade i Catalogue of Life.

## Källor

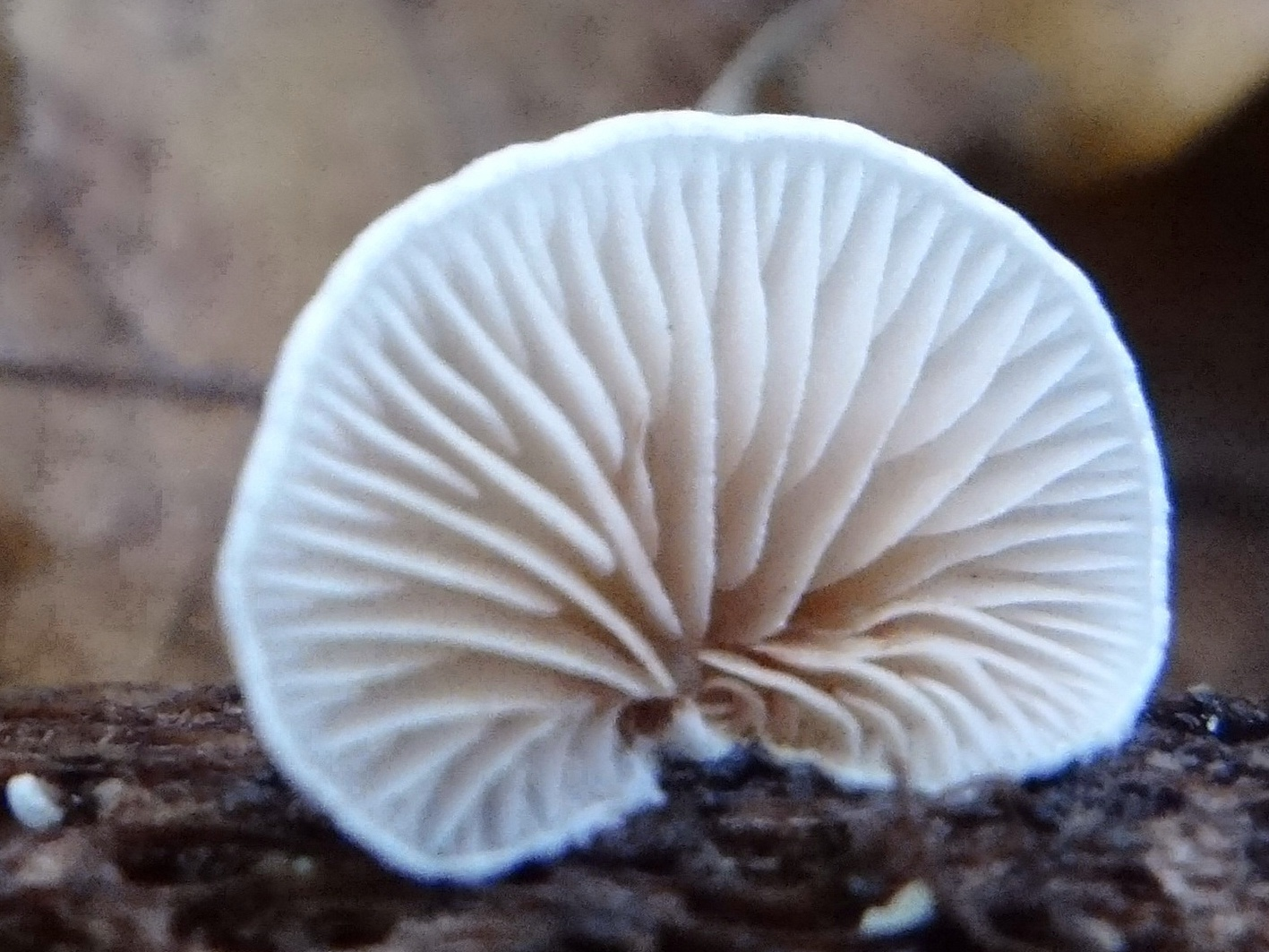